# Беназир Бхуто
Беназир Бхуто (на синдхи: بينظير ڀٽو; на урду: بینظیر بھٹو) е пакистански политик, министър-председател на Пакистан в периодите 1988–1990 и 1993-1996 г. Тя е първата жена, избрана да ръководи ислямска държава.

## Биография
Беназир Бхуто е родена на 21 юни 1953 г. в Карачи (Пакистан). Тя е дъщеря на Зулфикар Али Бхуто, който е по-късно президент (1971-1973) и министър-председател (1973-1977) на Пакистан. Майка ѝ е родом от Персия, с кюрдско самосъзнание.
Средното си образование Беназир получава в престижни училища в Карачи и Равалпинди. От 1969 до 1973 г. следва политология в Харвардския университет в САЩ, а от 1973 до 1977 г. завършва политология и икономика в Оксфордския университет в Обединеното кралство.
Завръща се в Пакистан през 1977 г., когато нейният баща е министър-председател, като смята да се занимава с външна политика. Няколко седмици след нейното завръщане военните извършват държавен преврат, баща ѝ е свален от власт и арестуван, а цялата власт преминава в ръцете на диктатора генерал Зия Ул Хак, който суспендира конституцията и налага военно положение, и кодекса на шериата в страната. През следващите осемнадесет месеца Беназир Бхуто често е поставяна под домашен арест, докато се опитва да събере политическа подкрепа против скалъпените обвинения против баща ѝ. През 1979 г. бащата на Беназир Бхуто, въпреки международните протести, е осъден в политически процес и екзекутиран чрез обесване.

## Навлизане в политиката
След смъртта на баща си Бензаир Бхуто застава начело на Пакистанската народна партия, като решава да насочи усилията си за възстановяване на демокрацията в страната. През 1980 г. нейният брат Шанаваз е убит при мистериозни обстоятелства в апартамента си във Франция. Бхуто нееднократно е поставяна под домашен арест и едва през 1984 г. ѝ се разрешава да напусне Пакистан.
Като емигрант във Великобритания Бхуто продължава да ръководи Пакистанската народна партия – Либерална партия, стремяща се към демократични промени в Пакистан. През 1986 г. военното положение в Пакистан е прекратено и Беназир Бхуто се завръща в страната, където е посрещната от хиляди нейни привърженици. Веднага застава начело на масови протести и кампании на гражданско неподчинение против режима на генерал Зия Ул-Хак и за провеждане на национални избори.
Диктатурата на генерал Зия Ул-Хак приключва, след като загива през август 1988 г. в самолетна катастрофа – 3 мес., след като заявява, че ще се проведат избори в страната. На първите свободни парламентарни избори, проведени през ноември 1988 г., Пакистанската народна партия печели убедително и Бхуто става първата жена министър-председател в ислямска държава. През 1990 г. обаче президентът Гулам Ишак Кхан освобождава правителството ѝ, обвинявайки го в корупция, злоупотреба с власт и непотизъм, и насрочва нови избори. След разпускането на нейното правителство мъжът ѝ е арестуван и изпратен в затвор за 2 години по различни обвинения.
На последвалите парламентарни избори, които са спорни, нейната партия не успява да спечели достатъчно места, за да сформира правителство. Беназир Бхуто става лидер на опозицията в парламента, а за министър-председател е избран Наваз Шариф. Последвалите опити за дискредитиране на управляващата партия стават причина Бхуто да бъде депортирана в Карачи през 1992 г. и да ѝ бъде временно забранено да влиза в Исламабад – столицата на Пакистан.
През юли 1993 г. президентът на Пакистан разпуска новото правителство по обвинения в корупция и насрочва нови избори. На проведените избори през октомври Бхуто получава широка народна подкрепа в 4-те провинции на Пакистан и възможност да състави отново правителство. Второто ѝ правителство е много успешно, но Бхуто допуска разрастване на корупцията. Това намалява значително нейната популярност за сметка на увеличения рейтинг на ислямските фундаменталисти. През 1996 г. е убит вторият ѝ брат, заедно с още 6 души, при полицейска престрелка в дома му, което допълнително дестабилизира нейния втори мандат на министър-председател. За втори път нейното правителство е разпуснато от президента в края на 1996 г.

## Обвинения в корупция и изгнание
Беназир Бхуто губи изборите през 1997 г. и новото правителство я подвежда под семейна отговорност за корупция и финансови злоупотреби. Нейният съпруг Асиф Али Зардари, който е министър в нейното правителство, е осъден и изпратен в затвор за 8 години. Бхуто е осъдена на 3 г. затвор за корупция, отстранена е от политиката и е осъдена да плати 8,6 милиона долара. Беназир Бхуто решава да емигрира през 1999 г., като твърди, че е невинна и ще обжалва пред Върховния съд.
През по-голямата част от последната си емиграция Бхуто пребивава в Лондон и Дубай, където се занимава предимно с преподавателска дейност. В същото време Бхуто продължава да поддържа постоянни контакти с Пакистанската народна партия, която е сред главните опоненти на пакистанския президент Первез Мушараф.

## Завръщане в Пакистан

### Първи атентат
На 18 октомври 2007 г. Бхуто се завръща в Пакистан с намерение да участва в парламентарните и местните избори, насрочени за 8 януари 2008 г., след като президентът Первез Мушараф я амнистира по отправените ѝ обвинения в корупция. При тържествено ѝ посрещане в Карачи срещу нея е извършен двоен самоубийствен бомбен атентат, при който загиват над 130 от посрещачите и 500 са ранени, а самата Бхуто остава невредима.

### Втори атентат
На 27 декември по време на предизборен митинг на Пакистанската народна партия в Равалпинди Беназир Бхуто отново е атакувана. Докато стои изправена през подвижния капак на бронирания автомобил, в който се вози, за да маха на тълпите, срещу нея са произведени 3 изстрела от мотоциклетист с пистолет, след което атентаторът взривява експлозиви, закачени по тялото му, убивайки над 20 души от присъстващите и ранявайки 50 души. Беназир Бхуто, която е тежко ранена, е откарана в болница наблизо за операция и 1 час по-късно е оповестено, че е починала от раните си.
Погребана е на 28 декември по мюсюлмански обичай в семейното гробище в област Ларкана, провинция Синд. На погребалната ѝ церемония присъстват десетки хиляди души.

### След атентата
На 28 декември Министерството на вътрешните работи на Пакистан официално прави изявление, в което обявява, че Бхуто е убита, когато се е опитвала да приклекне обратно в автомобила и ударната вълна от взрива е ударила главата ѝ в дръжката на подвижния капак, причинявайки фатално нараняване. Обявено е също, че първоначалните изстрели са я пропуснали, както и че тя няма рани от шрапнели".
По-рано обаче говорител от болницата прави изявление, че Беназир Бхуто е имала рани от шрапнели по главата и това е причинило смъртта ѝ. Сътрудниците на Бхуто твърдят, че изявлението на пакистанското правителство са „куп лъжи“ и че охраната на бившия министър-председател не е била на достатъчно високо ниво.
Според пакистанската частна телевизия ARY отговорност за атентата поема терористичната мрежа Ал Каида. Ден по-късно водачът на терористичната организация в Пакистан отхвърля обвиненията, заявявайки, че съществува заговор на пакистанското правителство.